# Betonverflüssiger
Als Betonverflüssiger (kurz: BV), bzw. Fließmittel (kurz: FM), werden Betonzusatzmittel bezeichnet, die die Konsistenz von Frischbeton verändern, sodass der Beton bei ansonsten gleichbleibender Mischung fließfähiger wird. Zweck dieser Plastifizierung oder Verflüssigung genannten Veränderung ist entweder die Verbesserung der Verarbeitbarkeit  oder die Verringerung der Wassermenge und einer damit einhergehenden Verbesserung der Festigkeit bei gleichbleibender Verarbeitbarkeit.

## Wirkungsgruppen
In der Europäischen Union sind die Eigenschaften von Betonzusatzmitteln in der EN 934, Teil 2 definiert. Der wesentliche Unterschied zwischen Betonverflüssigern und Fließmitteln ist die Wirksamkeit: Betonverflüssiger müssen bei der Zulassungsprüfung mit einem Referenzbeton (nach EN-480, Teil 1), bei gleicher Konsistenz eine Wassereinsparung von mindestens 5 % sowie nach 7 und 28 Tagen eine Beton-Druckfestigkeit von mindestens 110 % ergeben (Tabelle 2). Fließmittel müssen dagegen mindestens 12 % Wassereinsparung und eine Druckfestigkeit von mindestens 140 % nach einem Tag und 115 % nach 28 Tagen ergeben (Tabelle 3.1) sowie andere Anforderungen an Konsistenz und Druckfestigkeit bei gleichbleibendem w/z-Wert (Tabelle 3.2) erfüllen. Aufgrund der Anforderungen werden Fließmittel oft höher dosiert als Betonverflüssiger. Ein weiterer Unterschied liegt im Zugabezeitpunkt: Betonverflüssiger werden in der Regel im Betonwerk der Mischung zugegeben. Fließmittel dürfen, aufgrund der oft rasch nachlassenden Wirksamkeit auch nachträglich, z. B. bei Ankunft auf der Baustelle, zugemischt werden. Aufgrund der stärkeren Wirkung von FM wurden diese Mittel früher auch Hochleistungsverflüssiger, bzw. Hochleistungsbetonverflüssiger (HBV) genannt. In vielen Fällen werden die modernen, leistungsfähigen Fließmittel sowohl im Betonwerk, als auch auf der Baustelle verwendet, sodass die Unterscheidung zwischen BV und FM nur noch von der entsprechenden Zulassung und nicht mehr von der zugegebenen Substanz abhängt.

## Verwendete Mittel
Betonverflüssigende Chemikalien erzielen ihre Wirkung entweder dadurch, dass sie eine dispergierende und/oder eine grenzflächenaktive Wirkung haben. 

### Grenzflächenaktive Stoffe
Grenzflächenaktive Stoffe setzen die Oberflächenspannung des Zugabewassers eines Betons herab. Dadurch ist weniger Wasser für die Benetzung der Zementkörner und der Gesteinskörnung nötig, sodass das „überschüssige“ Wasser die Mischung fließfähiger macht. Andererseits kann die Mischung auch um diese Wassermenge reduziert werden, sodass der w/z-Wert gesenkt, und damit die Festigkeit des Betons erhöht wird. Die Verarbeitbarkeit bliebe in diesem Fall gleich.
- Ligninsulfonate werden fast ausschließlich für Betonverflüssiger verwendet. Diese Sulfonate sind ein Nebenprodukt der Zelluloseindustrie. Sie können, insbesondere bei höherer Dosierung, zu einer zusätzlichen Verzögerung des Betons und zu einem Eintrag von Luftporen führen.[3] Der Eintrag von Luft und die damit verbundene Luftporenbildung sowie eine Reduzierung der Druckfestigkeit kann im Betonzusatzmittel durch die Zugabe von Entschäumern, wie Tributylphosphat verhindert oder reduziert werden. Ligninsulfonate reduzieren die Oberflächenspannung wirken aber auch dispergierend.
- Synthetisch hergestellte Naphthalinformaldehydsulfonate (NFS) werden für Betonverflüssiger und Fließmittel eingesetzt und verfügen über gute verflüssigende Eigenschaften. Gegenüber Ligninsulfonaten ist die Verflüssigung stärker, hält aber oft nicht so lange an und der Eintrag von Luftporen ist geringer.

### Dispergierende Stoffe
Dispergierende Stoffe lagern sich an die Zement- und Gesteinskörner der Mischung an und polarisieren diese in der Form, dass sich die einzelnen Teilchen abstoßen und dadurch eine flüssigere Mischung entsteht. Auch hier kann der Wasseranteil gesenkt werden, um bei gleichbleibender Konsistenz einen niedrigeren w/z-Wert zu erreichen.
- Melaminformaldehydsulfonate (MFS) kommen hauptsächlich in Fließmitteln zum Einsatz. Sie führen in der Regel nicht zu einer Verzögerung des Frischbetons und haben daher oft nur eine kurze Wirksamkeit. Dadurch, dass der flüssige Beton „klebriger“ wird, halten sich Luftporen trotz der Verflüssigung gut im Beton, weshalb diese Harze gut bei Luftporenbeton eingesetzt werden können.[3]
- Polycarboxylate, bzw. Polycarboxylatether (PCE) werden für Betonverflüssiger und Fließmittel verwendet und zeichnen sich durch eine große Wirkung bei geringen Dosierungen aus. Die Verflüssigung eines Betons mit PCE bleibt lang erhalten, bei dennoch gutem Zusammenhalt der Mischung.[3] Nachteilig ist eine teilweise große Empfindlichkeit gegenüber der Temperatur und anderen Umwelteinflüssen, sodass bei gleichbleibender Mischung die Zugabemenge stark verändert werden muss, um nachteilige Auswirkungen, wie z. B. eine verstärkte verzögernde Wirkung oder eine starke Neigung zur Entmischung zu vermeiden.[4] PCE-Fließmittel sind die neueste Entwicklung auf diesem Gebiet und werden gelegentlich als „Fließmittel der dritten Generation“ bezeichnet. Als Hochleistungsbetonverflüssiger (HBV) werden sie auch in selbstverdichtendem Beton eingesetzt, aus welchem die enthaltenen Luftblasen weitgehend selbsttätig aufsteigen.